# Мутуль
Мутульське царство — маянська держава на території сучасної Гватемали, що утворилася на початку I століття. Тривалий час була панувала над сусідами, зрештою у IX ст. була знищена коаліцією держав.

## Заснування
У середині I тисячоліття до н. е. в Мутулі (сучасний Тікаль) побудували так звану «Е-групу» (архітектурну споруду ритуального призначення), що виконувала ті ж функції, що і аналогічні споруди в Накбе або Ель-Мірадорі. У цей же час сформувалася досить впливова панівна еліта, здатна організувати монументальне будівництво. Між 600 і 400 роками до нашої ери зведено невелику платформу в районі Північного акрополя, який незабаром перетворився на ключовий центр політичного і ритуальної активності, став ядром міста.
Культ володарів формувався поступово. Перші володарі Мутуля виводили свій родовід від Сак-Хиш-Муута, що начебто правив у прадавні часи. Цим вони намагалися підтвердити свої права на владу. Втім, документально підтвердженим правителем став Яш-Ехб' Шоок, який заснував династію. Втім окрім імені про нього практично нічого невідомо, в джерелах абсолютно відсутні згадки про будь-які події з його участю. За підрахунками дослідників він почав володарювати між 50 та 100 роками н. е.
Про найближчих і безпосередніх наступників Яш-Ехб' Шоок немає інформації. Відомі лише 9, 10 і 11-й правителі Мутуля — Чак-Ток-Іч'аахк I, К'ініч-Ехб та Сіхях-Чан-К'авііль I. Одна з головних загадок рахунку правителів Мутуля полягає в тому, що в цьому списку названі 11, 13 і 14-й правителі, але пропущений 12-й. На думку низки дослідників ним була жінка на ім'я Унен-Бахлам. 14-й правитель Мутуля — Чак-Ток-Іч'аахк II (360—378) є найвідомішим представником I династії. За цього правителя Мутульське царство знаходилося на підйомі, воно залишалося найвпливовішим і розвиненим в області мая. У цей час встановлено жваву торгівлю з гірськими місцевостями мая на півдні, а також з Центральною Мексикою і могутнім містом Теотіуакан (у маянських кодексах називається Ви'те'наах або 'Хо'нохвіц).

## Війна з Теотіуаканом
У 376 році з невстановленої причини розпочалася війна Мутуля з Теотіуаканом. У серпні 377 року калоомте (на кшталт імператора) Хац'о'м-Куй відправив військо на чолі зі своїм військовиком Сіхях-К'ахк'ом на завоювання Мутуля. 8 січня 378 року Сіхйах-К'ахк підійшов до царства Вака' (Ель-Перу), що розташовувалося на відстані 78 км від Мутуля. Вже 16 січня війська теотіуаканців розбили армію Чак-Ток-Іч'аахк II, який загинув або був пізніше страчений.
Загарбники знищили усі сліди про правління I династії, а також розселили стару мутульську знать у навколишні містечка Ель-Енканто, Волантун, Коросаль, Ель-Темблор. Для зміцнення своїх прав Хац'о'м-Куя одружився з мутульською принцесою Іш-Унен-К'авііль, син від цього шлюбу Яш Ну'н Ахііна I став царем в Мутулі 13 вересня 379 року. Сіхях-К'ахк'ом став регентом або опікуном малолітнього володаря і водночас сам прийняв титул калоомте. Проте масового переселення знаті та інших мешканців Теотіуакана до Мутуля не відбулося.
Багато міст мая на території сучасного Петена були залучені в сферу військово-політичного впливу Теотіуакана, тут встановився так званий «Новий порядок», були встановленні нові династії на значній території, зокрема у Хольмулі і Ель-Ачіоталі. Його чіткі межі поки не визначені через нечисленність письмових джерел. Утім, доволі швидко відбулася асиміляція теотіуаканців з місцевим населенням, проте залишився вплив на архітектуру, мистецтво й культуру загалом. Вже Яш Ну'н Ахіін I, продовжуючи політику батька, вступив у шлюб з представницею місцевої знаті.
Наступний володар — Сіхях-Чан-К'авііль II — більшу частину часу приділяв зміцненню своєї влади, оскільки після смерті батька у 404 році до 411 року не міг пройти обряд інтронізації. Саме за цього правителя було впроваджено нову державну ідеологію, яка поєднувала традиції старого Мутуля і Теотіуакана. За цього правителя, після смерті військовика-гегемона Сіхйах-К'ахк, починається поступовий політичний підйом держави Мутуль.

## Піднесення
У середині V ст. Мутуль очолив «Новий порядок» на маянських землях, лише формально визнаючи владу Теотіуакана. Зверхність Мутульського царства визнав К'анвіцналь (Уканаль, 51 км на південний схід від Тікаля), союзниками або васалами були також царства Тамаріндіто, Баашвіц (Шультун), Са'аль (Наранхо) і К'анту (Караколь). Вважається, що васалом також був Вашактун, проте достеменного підтвердження цьому немає.
У 426—427 роках мутульські володарі надали допомогу військам К'ініч-Яш-К'ук’-Мо’, правителя К'анту, який підкорив Хушвітік (давня назва Копана). При цьому вплив самого Мутуля зріс у цих землях також. Є відомості стосовно сприяння мутульців у встановлені нової династії у місті Лакамха’ (Паленке).
За час володарювання К'ан-Чітама політичний вплив Теотіуакана на Мутуль практично припинився. Новий правитель продовжував практику укладання союзів через шлюби із сусідніми могутніми державами. Водночас К'ан-Чітам на основі системи Нового порядку намагався утворити власну імперію. Послаблення влади Теоітуакана серед мая призвело до оголошення іншими містами-державами незалежності. Це викликало конфлікти з Мутулєм.
У 486 році проти царства Маасаль виступив мутульський володар Чак-Ток-Іч'аахк III, який завдав поразки супротивнику, полонив того, а потім приніс у жертву. У 490-х роках Мутуль втрутився у війну між Йокіб-Кін’ (П'єдрас-Неграс) і Ак'е проти Па'чана (Яшчилан) на боці перших, втім у 508 році мутульська армія зазнала нищівної поразки, а Чак-Ток-Іч'аахк III загинув.

## Мутульська руїна
Смерть володаря і поразка мутульського війська послужили першими ознаками кризи, яка тривала до 537 року. На деякий час владу перебрав військовик Бахлам-Мам, що одружився з дочкою загиблого царя — Іш-Йок'ін. У цей період мутульські правителі вже не намагалися вести активну загарбницьку політику, а лише зберегти кордони колишніх завоювань. Утім, боротьба за владу не дозволила цього зробити.
У 537 році владу перебрав син Чак-Ток-Іч'аахка III — Вак-Чан-К'авііль. Він прийняв титул західного калоомте, проте його намагання відновити колишню силу не знайшли військового та політичного підтвердження. Того часу він стикнувся з амбіціями Канульського царства, яке до 530-х років підкорила більшість союзників і васалів Мутуля, а у 546 році — найвірнішого союзника — Са'аль. У 556 році Вак-Чан-К'авііль сплюндрував місто-державу К'анту, яка перейшла на бік Кануля. Але у 562 році сам зазнав цілковитої поразки й загинув у битві з військом Канульського царства. Мутульське царство втратило чільну роль у низовинах, а його столиця зазнала розорення ворожими військами. Протягом наступних 130 років (562—692), що отримали в літературі назву «періоду паузи», Мутуль перебував у глибокому занепаді, фактично підкорившись гегемону Канулю.
Водночас починається боротьба за владу всередині царства. Впливовий представник знаті та родич царів по материнській лінії К'ініч-Вав зумів наприкінці 560-х або на початку 570-х років відсторонити від влади прямих нащадків Вак-Чан-К'авііля й оголосив себе володарем. Спроби відновити велич не мали успіху, окрім збереження формального титулу калоомте.
Після смерті К'ініч-Вава знову розпочалася боротьба за владу, оскільки син Вак-Чан-К'авііля намагався повернути батьківській трон. Але замало інформації на який час це вдалося. Зрештою в Мутулі утвердився К'ініч-Муваахн-Холь II. В цей час потуга Мутуля була в значній мірі відновлена.

## Братська війна
У К'ініч-Муваахн-Холя I було два сини — Баахлах-Чан-К'авііль та Нуун-Ухоль-Чаак. Близько 632 року Баахлах-Чан-К'авііль внаслідок палацових інтриг (за іншою версією батько цілеспрямовано відправив його на південь задля створення нового потужного центру проти Кануля) вимушений був перебратися до Петешбатуну (область, що охоплює басейни річок Пасьйон та Чашой), де на рубежі VI—VII століть виник новий важливий місто Дос-Пілас, що став незабаром панівним центром у регіоні. З 648 року почалася війна Баахлах-Чан-К'авііля з Мутулєм. При підтримці військ канульського володаря Йукноом-Ч'еєна II, війська Дос-Піласа вдалося в перші роки завдати низку поразок мутульській армії.
Протистояння Дос-Піласа і Мутуля скористалися правителі Кануля для остаточного знищення суперника. У 657 році мутульський володар Нуун-Ухоль-Чаахк зазнав поразки від канульців й був змушений тікати зі столиці. Між 657 та 662 роками Мутуль остаточно визнав зверхність Кануля. Проте ворожнеча між братами тривала. При цьому Нуун-Ухоль-Чаахк намагався скинути ярмо Кануля, а Баахлах-Чан-К'авііль затвердитися в Мутулі.
Наприкінці 672 року мутульська армія несподівано порушила перемир'я, увірвалася в Петешбатун, 11 грудня захопила Дос-Пілас. Баахлах-Чан-К'авііль ледве втік. Нуун-Ухоль-Чаахк підкорив усі землі свого суперника, проте у 677 році зазнав поразки від канульського війська при Пулуулі й вимушений був відступити, втративши того ж року контроль над Дос-Піласом. У 679 році війська Мутуля зазнали повної поразки, а Нуун-Ухоль-Чаахк незабаром загинув.
Деякий час мутульським царем був Баахлах-Чан-К'авііль, проте вже у 683 році поступився небожу Хасав-Чан-К'авіілю I.

## Нове піднесення
З правлінням Хасав-Чан-К'авііля I пов'язано завершення періоду паузи. Він у 692 році встановив свої перші ювілейні монументи. За метою собі поставив відновлення потуги свого царства та знищення Канульської держави. Проти Мутуля утворилася коаліція Кануля з царством Са'аль, при цьому держава в Дос-Пілас відійшла від активної зовнішньої політики. У 693 та 695 роках Мутуль зазнав поразки у битві з Са'алєм. 8 серпня 695 року відбулася вирішальна битва між військами Мутуля і Кануля, де останнє зазнало нищівної поразки. Наступні 50 років володарі Мутуля вели запеклі війні із сусідніми державами, намагаючись встановити власну гегемонію.
Водночас починається активна розбудова самого міста, відновлюються старі храми і палаци, зводяться нові. На східній стороні Головної площі було зведено так званий «Храм I» — величну п'ятищаблеву піраміду на 47 м у висоту з храмом на вершині. Внутрішнє святилище цього храму, що став одним із символів Тікаля, прикрасили чудовими дерев'яним надвірком з тонким різьбленням. Згодом зведено «Храм II», а також величний стадіон-майданчик для гри у м'яч.
У 30-х роках новий володар Їхк'ін-Чан-К'авііль остаточно переміг Кануль, захопивши його володаря, у 743 році переможено царство Вака, 748 року — Са'аль. З цього моменту Мутуль став новим гегемоном низинних земель. На честь цих успіхів було зведено 65-метрову піраміду (так званий «Храм VI») й прокладено дорогу Мендеса. Вплив Мутуля на навколишні царства зберігався до кінця панування Яш Ну'н Ахііна II. у 790-х роках.

## Занепад
Після смерті у 794 році Яш Ну'н Ахііна II відбувається поступове послаблення Мутуля у зв'язку із боротьбою за владу до 810 року змінилося 10 царів. Втім правителю Мутуля Нуно'м-Ч'еєну (відомому як «Темне сонце») вдалося стабілізувати внутрішню ситуацію. На час його володарювання приходиться зведення 55-метрового «Храму III».
На цей час відновило потугу царство Са'аль та К'анту, а в К'анвіцналі затвердився Папамаліль, очільник немаянських вояків. Між трьома цими державами було укладено союз проти Мутуля. У 817 та 820 роках мутульська армія зазнала важких поразок. З цього моменту відбувається остаточний занепад цього царства. Припинити занепад спробував Хасав-Чан-К'авііль II, який у 869 році на знак своєї величі встановив стелу. Втім, вже у 870-х роках держава припинила своє існування.